# Kim Young-jae
Kim Young-jae (en hangul, 김영재; nacido en Gwangyang el 5 de octubre de 1975) es un actor surcoreano.

## Carrera
Kim Young-jae se graduó en el Departamento de Periodismo y Radiodifusión de la Universidad Chung-Ang. Su propósito inicial era el de convertirse en director de cine, y no pensó en ser actor hasta que regresó a la universidad después de haber cumplido el servicio militar. Entonces se unió al club de teatro del departamento y comenzó a presentarse a audiciones. Después de una de ellas entró en Actors 21, donde recibió capacitación por seis meses.
Kim debutó finalmente como actor en 2001, y desde entonces ha realizado una larga carrera, principalmente como actor de reparto en numerosas películas y series de televisión. En su etapa inicial actuó en numerosos cortometrajes, hecho que el actor explica porque le sirvieron para mejorar su formación, dado que no había realizado estudios de actuación.
Aparte de sus papeles secundarios, también ha protagonizado algunas películas independientes como One Step More to the Sea (2009), cortometrajes como Close to You (2005) y Suddenly Last Summer (2012), y las series Love Is Over (2006), Don't Hesitate (2009) y Three Sisters (2010).
En 2005, dejó una profunda huella su breve aparición como Oh Jung-woo en el filme Close to You.
En 2018 actuó en la serie de tvN Mother, con el papel de Eun-cheol, estudiante de último año en el laboratorio de ornitología de la universidad donde trabaja la protagonista Soo-jin (Lee Bo-young), a la que ofrece su ayuda.
En 2020 llamó la atención del público su interpretación del fiscal Kim Sa-hyeon en la serie Forest of Secrets, lo que repercutió también en un aumento de su popularidad.
Entre 2021 y 2022 multiplicó su presencia en televisión con papeles en varias series de tvN y jTBC, como High Class (donde es Lee Jung-woo, un famoso cirujano plástico en Gangnam), Artificial City, Becoming Witch y Bajo el paraguas de la reina. En esta última, un drama de época, su personaje es el del funcionario encargado de supervisar la educación de los príncipes en el palacio real.

## Filmografía

### Películas
| Año  | Título                                  | Papel                                 | Notas                                         | Ref.          |
| ---- | --------------------------------------- | ------------------------------------- | --------------------------------------------- | ------------- |
| 2001 | Declare                                 | Husband                               | Cortometraje                                  |               |
| 2002 | Tell Me If You Have Memories            |                                       | Cortometraje                                  |               |
| 2002 | Story of the Sea                        |                                       | Cortometraje                                  |               |
| 2002 | My Beautiful Days                       | Camarero                              |                                               | [ 11 ]        |
| 2002 | I Can Fly to You But You...             | Min-soo                               |                                               |               |
| 2002 | Resurrection of the Little Match Girl   |                                       |                                               |               |
| 2002 | The Coast Guard                         | Médico                                |                                               | [ 11 ]        |
| 2003 | Alone Together                          | Young-jae                             | Cortometraje que formó parte de Twentidentity |               |
| 2003 | Caffè Latte Tall Size                   |                                       | Cortometraje                                  |               |
| 2003 | A Runner's High                         |                                       | Cortometraje que formó parte de Twentidentity |               |
| 2003 | Say That You Want to Fuck with Me       |                                       | Cortometraje                                  |               |
| 2003 | Irreversible                            | Jung-nam                              | Cortometraje                                  | [ 12 ]        |
| 2003 | Scent of Love                           | Miembro de Geul-bboo-ri               |                                               |               |
| 2003 | Wild Card                               | Fake Noh Jae-bong                     |                                               |               |
| 2003 | Singles                                 | Sun-ho                                |                                               |               |
| 2004 | My New Boyfriend                        | Young-jae                             | Cortometraje - cameo                          |               |
| 2004 | Paper Airplane                          | Piloto                                | Cortometraje                                  |               |
| 2004 | Au Revoir, UFO                          | Jung-hoon                             |                                               |               |
| 2004 | Spider Forest                           | Médico 1                              |                                               |               |
| 2005 | Waiting for Young-jae                   | Young-jae                             | Cortometraje que formó parte de Lovers (2008) |               |
| 2005 | Close to You                            | Oh Jung-woo                           |                                               | [ 1 ] [ 13 ]  |
| 2007 | Rainy Days                              |                                       |                                               |               |
| 2007 | Secret Sunshine                         | Lee Min-ki                            |                                               | [ 14 ] [ 15 ] |
| 2008 | Modern Boy                              | Okai                                  |                                               |               |
| 2008 | Sleeping Beauty                         | Sepulturero                           | Parte «My Cousin»                             |               |
| 2009 | One Step More to the Sea                | Sun-jae                               |                                               | [ 16 ] [ 2 ]  |
| 2010 | Vegetarian                              | Kil-soo                               |                                               | [ 17 ]        |
| 2011 | Link                                    | Gu Seong-woo                          |                                               |               |
| 2011 | Punch                                   | Min-gu                                |                                               |               |
| 2011 | S.I.U.                                  | Jo Soo-han                            |                                               |               |
| 2012 | Suddenly Last Summer                    | Kyung-hoon                            | Cortometraje                                  | [ 18 ]        |
| 2013 | Boomerang Family                        | Jung Geun-bae                         |                                               |               |
| 2014 | Another Promise                         | Jefe de departamento Lee              |                                               | [ 11 ]        |
| 2014 | Thread of Lies                          | Padre de Man-ji y Cheon-ji            |                                               |               |
| 2014 | Godsend                                 | Pintor                                |                                               |               |
| 2014 | The Target                              | Fiscal                                | Cameo                                         |               |
| 2014 | Whistle Blower                          | Moderador en la conferencia de prensa | Cameo                                         |               |
| 2015 | A Melody to Remember                    | Padre de Dong-goo                     |                                               |               |
| 2016 | Yongsoon                                | Antiguo novio de la madre             | Cameo                                         |               |
| 2016 | My Little Brother                       | Min-hyeok                             | Cameo                                         |               |
| 2017 | Heart Blackened                         | Black suit                            |                                               |               |
| 2017 | The Preparation                         | Padre Yoon                            |                                               |               |
| 2017 | New Trial                               | Choi Young-jae                        |                                               | [ 11 ]        |
| 2018 | Unalterable                             | Sin Ha-jin                            |                                               | [ 19 ]        |
| 2018 | Stone Skipping                          | Abogado                               | Cameo                                         |               |
| 2018 | Innocence                               | Director Park                         | Cameo                                         |               |
| 2019 | Remain                                  | Park Se-hyeok                         |                                               |               |
| 2019 | By Quantum Physics: A Nightlife Venture | Choi Ji-hoon                          |                                               | [ 20 ] [ 21 ] |
| 2020 | Mr. Zoo: The Missing VIP                | Hwang Bo-sung                         |                                               | [ 22 ]        |
| 2020 | Beyond That Mountain                    | Kim Dae-geon                          |                                               |               |

### Series de televisión
| Año     | Título                                     | Papel                           | Canal        | Notas              | Ref.                 |
| ------- | ------------------------------------------ | ------------------------------- | ------------ | ------------------ | -------------------- |
| 2005    | A Love to Kill                             | Kang Min-gu                     | KBS2         |                    | [ 1 ]                |
| 2006    | Love Is Over                               | Bae Shin-wook                   | MBC          |                    | [ 3 ]                |
| 2007    | The Devil                                  | Na Seok-jin                     | KBS2         |                    |                      |
| 2008    | My Sweet Seoul                             | Nam Yoo-joon                    | SBS          |                    | [ 14 ] [ 15 ]        |
| 2008    | Hometown Legends: Ghost Letter             | King Injong                     | KBS2         |                    |                      |
| 2008    | Don't Cry My Love                          | Jo Tae-sub                      | MBC          |                    |                      |
| 2009    | Don't Hesitate                             | Choi Min-young                  | SBS          |                    |                      |
| 2010    | Three Sisters                              | Choi Young-ho                   | SBS          |                    |                      |
| 2011    | Special Task Force MSS                     | Jo Yong-seok                    | KBS2         |                    |                      |
| 2012    | Drama Special: Amore Mio                   | Seo Min-woo                     | KBS2         |                    |                      |
| 2012    | Drama Special: Just an Ordinary Love Story | Carpenter Kang                  | KBS2         |                    |                      |
| 2012    | Childless Comfort                          | Kim Chang-ho                    | jTBC         |                    | [ 23 ]               |
| 2013    | You Are the Best!                          | Han Jae-hyung                   | KBS2         |                    |                      |
| 2013    | Monstar                                    | Director Byun Hee-sool          | Mnet         | Ep.8               | [ 24 ]               |
| 2013    | The King's Daughter, Soo Baek-hyang        | Soo Ni-moon                     | MBC          |                    | [ 25 ] [ 26 ]        |
| 2013    | Drama Special: The Devil Rider             | Kim Ik                          | KBS2         |                    |                      |
| 2013    | Bel Ami                                    | Park Moon-soo                   | KBS2         |                    | [ 27 ]               |
| 2014    | Cheo Yong                                  | Doctor                          | OCN          | Ep.1               |                      |
| 2014    | My Dear Cat                                | Shin Se-ki                      | KBS1         |                    |                      |
| 2014    | Reset                                      | Psiquíatra                      | OCN          | Aparición especial |                      |
| 2016    | The Vampire Detective                      | Kim Kyung-soo                   | OCN          | Ep.2               |                      |
| 2016    | Cinderella and the Four Knights            | Padre de Jo-woon                | tvN          |                    |                      |
| 2016    | You Are a Gift                             | Gong Gil-dong                   | SBS          |                    |                      |
| 2016    | Drama Special: Twenty Won to Pyongyang     | Cha Jun-young                   | KBS          | Protagonista       | [ 28 ]               |
| 2018    | Treinta, pero aún diecisiete               | Kim Tae-jin, marido de Jennifer | SBS          |                    |                      |
| 2018    | Mother                                     | Eun-cheol                       | tvN          |                    | [ 4 ] [ 29 ]         |
| 2018    | Children of Nobody                         | Kim Min-suk                     | MBC          |                    | [ 30 ] [ 31 ]        |
| 2019    | I Am Not a Robot                           | Ryoo Jae-ho                     | Naver Tvcast |                    |                      |
| 2019    | The Wind Blows                             | Moon Kyung-hoon                 | JTBC         |                    | [ 32 ] [ 33 ] [ 34 ] |
| 2020    | Forest of Secrets                          | Kim Sa-hyun                     | tvN          |                    | [ 5 ] [ 35 ]         |
| 2020    | Hienas                                     | Yoon Hyeok-jae                  | tvN          |                    | [ 36 ] [ 37 ]        |
| 2021    | Mouse                                      | Go Moo-won                      | tvN          |                    | [ 38 ] [ 39 ]        |
| 2021    | High Class                                 | Lee Jeong-woo                   | tvN          |                    | [ 7 ] [ 40 ]         |
| 2021    | Artificial City                            | Jung Joon-il                    | JTBC         |                    | [ 8 ]                |
| 2022    | Becoming Witch                             | Nam Moo-young                   | TV Chosun    |                    | [ 9 ]                |
| 2022    | The Youngest Son of a Chaebol Family       | Jin Yoon-gi                     | JTBC         |                    | [ 41 ]               |
| 2022    | Bajo el paraguas de la reina               | Min Seung-yoon                  | tvN          |                    | [ 10 ]               |
| 2023    | Stealer: The Treasure Keeper               | Padre de Dae-myung              | tvN          | Aparición especial |                      |
| 2023    | Numbers                                    | Kang Hyun                       | MBC          |                    | [ 42 ]               |
| 2023-24 | Mi adorable demonio                        | Padre de Do-hee                 | SBS          | Aparición especial | [ 43 ]               |
| 2023-24 | Maestra: Strings of Truth                  | Kim Pil                         | tvN          | Protagonista       | [ 44 ] [ 45 ]        |
| 2024    | El amor vuelve a casa                      | Oh Jae-geol                     | JTBC         |                    | [ 46 ] [ 47 ]        |